# Chattahoochee (film)
Chattahoochee is een biografische dramafilm uit 1989 onder regie van Mick Jackson. Het verhaal is gebaseerd op de waargebeurde geschiedenis van oorlogsveteraan Chris Calhoun, de persoon die in realiteit meemaakte waar in de film hoofdpersonage Emmett Foley mee te maken krijgt.

## Verhaal
Na de krijgsmacht van de Verenigde Staten gediend te hebben in de Koreaanse Oorlog keert de Amerikaanse Emmett Foley (Gary Oldman) met een Purple Heart op zak terug naar huis. Er verstrijken vervolgens drie geruisloze jaren, maar na het bekijken van een foto van zijn ex-vrouw Mae (Frances McDormand) lijkt Foley op een morgen in 1955 door te draaien. Hij rent als een dolle rond zijn huis en schiet ondertussen met zijn geweer droogrekken, ramen en plantenbakken van omringende huizen kapot. Op mensen en dieren richt hij bewust niet. Tijdens het schieten daagt hij zijn buren meermaals uit om de politie te bellen. Zij geven hieraan gehoor en bevelen Foley om naar buiten te komen en zich over te geven. Hij weigert dit en schiet op hun auto's. Hij zorgt er tegelijkertijd steeds voor dat ze hem achter zijn zien staan en makkelijk kunnen neerschieten. Alleen aangezien Foley nog niemand kwaad heeft gedaan, weigert de politie op hem te schieten en ontstaat er een patstelling die tot 's avonds voortduurt. Dan heeft Foley er genoeg van en schiet hij zichzelf in de borst. De politieagenten stormen daarop naar binnen en brengen hem naar het ziekenhuis, waar hij prima geneest. Foley wilde zichzelf namelijk door het hart schieten, maar mikte te hoog en raakte 'alleen' zijn long.
Tijdens psychologische onderzoeken acteert Foley eerst nog een tijd dat hij gek geworden is, maar geeft na een tijd toch de ware reden achter zijn daad toe aan Dr. Debner (Richard Portnow). Foley wilde weliswaar dood, maar weet dat zijn levensverzekering minder geld uitkeert aan Mae als hij zelfmoord pleegt. Daarom wilde hij ervoor zorgen dat hij neergeschoten werd en deed hij zich voor als gevaarlijke gek. Debner accepteert zijn uitleg, maar Foley moet toch naar een psychiatrische instelling om daar zijn toerekeningsvatbaarheid te laten vaststellen. Die zit niet in het ziekenhuis waar hij op dat moment verblijft, maar ligt op een van de buitenwereld geïsoleerd stuk land in Chattahoochee.
Foley laat zich rustig naar de instelling brengen en ziet dat hij in een kliniek is beland waarin het grootste gedeelte van de patiënten van een erg laag geestelijk niveau is. Het is er bovendien erg smerig en de gevangenen moeten dag in dag uit zware lichamelijke arbeid doen. Niet iedereen blijkt geestelijk in de war. Zo heeft Walker Benson (Dennis Hopper) er expres voor gezorgd dat hij in de kliniek terechtkwam. Hij is veroordeeld voor medeplichtigheid aan een verkrachting en bedacht dat hij beter in een instelling dan in de gevangenis zou kunnen zitten. Hij is een van de weinigen met wie Foley een fatsoenlijk gesprek kan voeren binnen de muren van de inrichting en zodoende raken de twee bevriend. Omdat de twee wél goed bij de tijd zijn, zien en beseffen ze dat het personeel van de inrichting een illegaal terreurbeleid voert om de patiënten te onderdrukken. De meesten zijn geestelijk van zo'n laag niveau dat ze totaal niet voor zichzelf kunnen zorgen, maar de staf verleent niemand enige hulp en laat iedereen gewoon in zijn eigen vuil lopen. Wanneer patiënten weigeren op te eten wat ze voorgeschoteld krijgen, worden ze gedwongen óf toch te eten óf hun eigen uitwerpselen op hun bord te krijgen. Patiënten die niet luisteren of een geestelijke inzinking krijgen, worden geschopt en geslagen om ze in het gareel te krijgen en lopen verwondingen op waarmee ze in het ziekenhuis tot zelfs het mortuarium belanden. Voor veel tegenwerking vrezen de bewakers niet, want daartoe zijn de meeste patiënten niet in staat. Het percentage bewakers dat deze praktijken afkeurt, zwijgt er bovendien over uit angst zijn werk te verliezen. Zij weten dat directeur Harwood (Ned Beatty) de wantoestanden goedkeurt en misstanden tegenover de buitenwereld ontkent en verdraait.
Foley weigert lijdzaam toe te zien hoe het regime de patiënten terroriseert en gaat zich persoonlijk verzetten tegen de bewakers. Zijn zus Earlene (Pamela Reed) neemt een boek voor hem mee uit de bibliotheek waaruit hij de basisbeginselen van recht kan leren. Hij schrijft de dochter van medegevangene Howard Johnson (Whitey Hughes) een brief waarin hij uitlegt hoe haar vader echt in het ziekenhuis terechtkwam en zoekt naar methodes waarmee hij de staf van de instelling juridisch kan aanpakken. Wanneer Benson beseft dat Harwood niet van plan is hem ooit nog vrij te laten komen, dupliceert Foley een sleutel van de voordeur en helpt hem ontsnappen. Zelf keert hij wel terug naar de instelling omdat hij op legale wijze vrij wil komen en niet de rest van zijn leven op de vlucht wil zijn. Harwood en het personeel doen er niettemin alles om het de tegenwerkende Foley zo moeilijk mogelijk te maken. Hij wordt mishandeld, zwaar gedrogeerd en krijgt elektroshocktherapie om hem het denken onmogelijk en zijn voorkomen zo ongeloofwaardig mogelijk te maken. Ze slagen hier ook bijna in, maar wanneer ze te lang niets van hem hoort, komt Earlene van buitenaf voor hem op en zorgt ervoor dat Harwood Foley niet geruisloos monddood kan maken.

## Rolverdeling
| Acteur              | Personage            |
| ------------------- | -------------------- |
| Gary Oldman         | Emmett Foley         |
| Dennis Hopper       | Walker Benson        |
| Frances McDormand   | Mae Foley            |
| Pamela Reed         | Earlene              |
| Ned Beatty          | Dr. Harwood          |
| M. Emmet Walsh      | Morris               |
| William De Acutis   | Missy                |
| Lee Wilkof          | Vernon               |
| Matt Craven         | Lonny                |
| Gary Howard Klar    | Clarence             |
| Timothy Scott       | Harley               |
| Richard Portnow     | Dr. Debner           |
| William Newman      | Jonathan             |
| Whitey Hughes       | Mr. (Howard) Johnson |
| Wilbur Fitzgerald   | Duane                |
| Yvonne Denise Mason | Ella                 |
| Ralph Pace          | Leonard              |
| Laurens Moore       | Pa Foley             |
| Mary Moore          | Ma Foley             |
| Robert Gravel       | Lucas                |
| Marc Clement        | Theo                 |
| John Brasington     | Dr. Towney           |
| Jim E. Quick        | Dr. Everly           |
| C.K. Bibby          | Baker                |
| Bob Hannah          | Earl                 |